# Кирилометодиевистика
Кирилометодиевистиката е дял на славистиката и същевременно интердисциплина с развойна изследователска насоченост. Изследователският ѝ предмет са живота и делата на Кирил и Методий във всичките им съвременни и научни измерения, включително и тези на учениците им. Кирилометодиевистиката е същността на славистиката. 
В БАН работи отделен Кирило-Методиевски научен център.
Първите съвременни изследвания по кирилометодиевистика датират от края на 18 век, като дисциплината става в известен смисъл класическа през 19 век. В българските земи за първи път се отдава почит на братята в Пловдивското класно училище, открито през 1850 г. от Найден Геров. По негова инициатива, за пръв път на 11 май 1851 г. в това училище е почетен деня на равноапостолите като празник на българската просвета. Като светски и просветен празник 11 май се отбелязва от 1857 г. 
Основните изследователски теми на дисциплината са възникването и разпространението на глаголицата и кирилицата. В тази връзка все още са актуални въпросите за тяхното авторство (живот и дело на Кирил и Методий и на Свети Седмочисленици и ученици), точно време и място на създаване, графика, достоверност на художествените източници, характера на литургията по време на техните мисии. Историческите източници на кирилометодиевистиката са основно старобългарски и латински. 